# Sidney Obissa
Sidney Obissa (Libreville, 4 maggio 2000) è un calciatore gabonese, difensore del Krumovgrad e della nazionale gabonese.

## Carriera

### Club
Ha giocato nella quinta divisione francese con la squadra riserve dell'Ajaccio e nella terza divisione belga con l'Olympic Charleroi.

### Nazionale
Il 10 novembre 2020 ha esordito con la nazionale gabonese in occasione dell'amichevole persa 2-0 contro il Benin. L'11 ottobre 2021 scende in campo nel match valido per le qualificazioni al Campionato mondiale di calcio 2022 contro l'Angola; successivamente è stato convocato per la Coppa delle nazioni africane 2021.

## Statistiche
Statistiche aggiornate al 28 ottobre 2023.

### Presenze e reti nei club
| Stagione        | Squadra           | Campionato      | Campionato | Campionato | Coppe nazionali | Coppe nazionali | Coppe nazionali | Coppe continentali | Coppe continentali | Coppe continentali | Altre coppe | Altre coppe | Altre coppe | Totale | Totale | Totale |
| Stagione        | Squadra           | Comp            | Pres       | Reti       | Comp            | Pres            | Reti            | Comp               | Pres               | Reti               | Comp        | Pres        | Reti        | Pres   | Reti   |        |
| --------------- | ----------------- | --------------- | ---------- | ---------- | --------------- | --------------- | --------------- | ------------------ | ------------------ | ------------------ | ----------- | ----------- | ----------- | ------ | ------ | ------ |
| 2019-2020       | Auxerre 2         | N3              | 9          | 0          |                 | -               | -               |                    | -                  | -                  |             | -           | -           | 9      | 0      |        |
| 2020-2021       | Auxerre 2         | N3              | 3          | 0          |                 | -               | -               |                    | -                  | -                  |             | -           | -           | 3      | 0      |        |
| ago. 2021       | Auxerre 2         | N3              | 1          | 0          |                 | -               | -               |                    | -                  | -                  |             | -           | -           | 1      | 0      |        |
| 2021-2022       | Olympic Charleroi | D3              | 2          | 0          | CB              | 0               | 0               |                    | -                  | -                  |             | -           | -           | 2      | 0      |        |
| 2022-2023       | Villefranche      | CN              | 27         | 1          | CF              | 1               | 0               |                    | -                  | -                  |             | -           | -           | 28     | 1      |        |
| 2023-2024       | Francs Borains    | CPL             | 9          | 0          |                 | -               | -               |                    | -                  | -                  |             | -           | -           | 9      | 0      |        |
| Totale carriera | Totale carriera   | Totale carriera | 51         | 1          |                 | 1               | 0               |                    | -                  | -                  |             | -           | -           | 52     | 1      |        |

### Cronologia presenze e reti in nazionale
| Cronologia completa delle presenze e delle reti in nazionale ― Gabon | Cronologia completa delle presenze e delle reti in nazionale ― Gabon | Cronologia completa delle presenze e delle reti in nazionale ― Gabon | Cronologia completa delle presenze e delle reti in nazionale ― Gabon | Cronologia completa delle presenze e delle reti in nazionale ― Gabon | Cronologia completa delle presenze e delle reti in nazionale ― Gabon | Cronologia completa delle presenze e delle reti in nazionale ― Gabon | Cronologia completa delle presenze e delle reti in nazionale ― Gabon |
| Data                                                                 | Città                                                                | In casa                                                              | Risultato                                                            | Ospiti                                                               | Competizione                                                         | Reti                                                                 | Note                                                                 |
| -------------------------------------------------------------------- | -------------------------------------------------------------------- | -------------------------------------------------------------------- | -------------------------------------------------------------------- | -------------------------------------------------------------------- | -------------------------------------------------------------------- | -------------------------------------------------------------------- | -------------------------------------------------------------------- |
| 11-10-2020                                                           | Lisbona                                                              | Gabon                                                                | 0 – 2                                                                | Benin                                                                | Amichevole                                                           | -                                                                    |                                                                      |
| 11-10-2021                                                           | Franceville                                                          | Gabon                                                                | 2 – 0                                                                | Angola                                                               | Qual. Mondiali 2022                                                  | -                                                                    |                                                                      |
| 12-11-2021                                                           | Franceville                                                          | Gabon                                                                | 1 – 0                                                                | Libia                                                                | Qual. Mondiali 2022                                                  | -                                                                    | 77’                                                                  |
| 2-1-2022                                                             | Dubai                                                                | Burkina Faso                                                         | 3 – 0                                                                | Gabon                                                                | Amichevole                                                           | -                                                                    | Ingresso                                                             |
| 4-1-2022                                                             | Dubai                                                                | Mauritania                                                           | 1 – 1                                                                | Gabon                                                                | Amichevole                                                           | -                                                                    | 30’                                                                  |
| 10-1-2022                                                            | Yaoundé                                                              | Gabon                                                                | 1 – 0                                                                | Comore                                                               | Coppa d'Africa 2021 - 1º turno                                       | -                                                                    |                                                                      |
| 23-1-2022                                                            | Limbe                                                                | Gabon                                                                | 1 – 0                                                                | Comore                                                               | Coppa d'Africa 2021 - Ottavi di finale                               | -                                                                    | 67’                                                                  |
| 17-11-2022                                                           | Adalia                                                               | Guinea-Bissau                                                        | 1 – 3                                                                | Gabon                                                                | Amichevole                                                           | -                                                                    |                                                                      |
| 20-11-2022                                                           | Adalia                                                               | Gabon                                                                | 3 – 1                                                                | Niger                                                                | Amichevole                                                           | -                                                                    |                                                                      |
| 17-10-2023                                                           | São João da Venda                                                    | Guinea                                                               | 1 – 1                                                                | Gabon                                                                | Amichevole                                                           | -                                                                    |                                                                      |
| 19-11-2023                                                           | Dar es Salaam                                                        | Burundi                                                              | 1 – 2                                                                | Gabon                                                                | Qual. Mondiali 2026                                                  | -                                                                    |                                                                      |
| 18-11-2024                                                           | Johannesburg                                                         | Rep. Centrafricana                                                   | 0 – 1                                                                | Gabon                                                                | Qual. Coppa d'Africa 2025                                            | -                                                                    | 65’                                                                  |
| Totale                                                               |                                                                      | Presenze                                                             | 12                                                                   |                                                                      | Reti                                                                 | 0                                                                    |                                                                      |